# Dekarnation

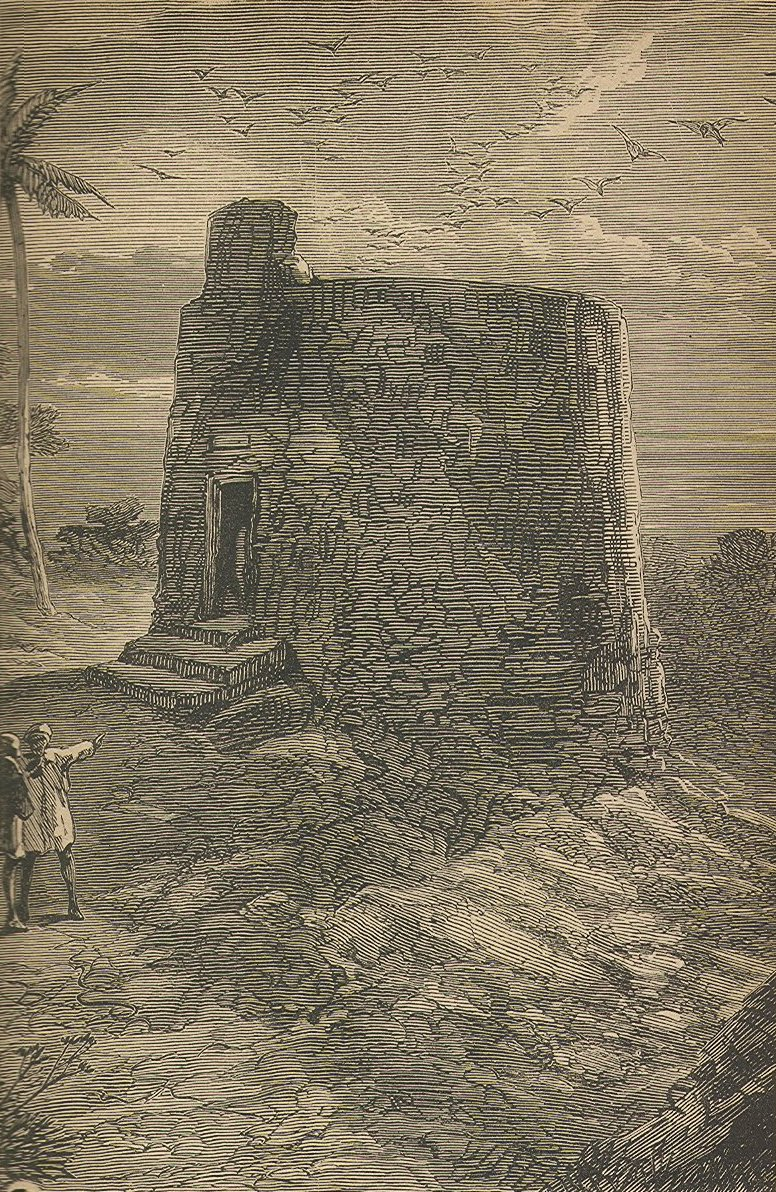
„Turm des Schweigens“ (Dachma) im indischen Mumbai

Die Dekarnation (lateinisch „Entfleischung“) oder Exkarnation („Ausfleischung“) bezeichnet in der Archäologie und der Ethnologie (Völkerkunde) alle Vorgänge, durch die ein menschlicher Leichnam oder ein Tierkadaver von allen Weichteilen befreit wird, so dass nur die Knochen und bei Tieren auch das Geweih oder die Hörner übrig bleiben. Verschiedene Techniken der Dekarnation wurden und werden als Teil von Bestattungsritualen angewendet; das reicht vom Auslösen mit Messern, Verwesenlassen und Wiederausgraben bis hin zum Aussetzen als Fraß für Vögel. 

## Frühe Beispiele
Diese Bestattungstechniken wurden vor allem während der Zeit der Jäger und Sammler ausgeübt, fanden sich aber auch in der Jungsteinzeit. Die Dekarnation mit einer Zweitbestattung der Knochen war bei den Bandkeramikern üblich, wie neueste Ausgrabungen im deutschen Herxheim zeigen, wo mindestens 1350 Skelette aus mehreren hundert Kilometern Umkreis zusammengetragen und zusammen bestattet wurden. Da die ritualisierte Zweitbestattung am zentralen Heiligtum wohl in größeren zeitlichen Abständen erfolgte, überließ man die Dekarnation früher verstorbener Toter dem natürlichen Verwesungsprozess, die unmittelbar vor dem Beerdigungstreffen Verstorbenen wurden entsprechend entfleischt.
Die südamerikanischen Moche ließen ihre Toten zunächst an der Erdoberfläche verwesen oder durch die von ihnen verehrten Fliegen auflösen, ehe die übrigbleibenden Gebeine mit Grabbeigaben in der Erde bestattet wurden. Die Indianer glaubten, dass nur so die Seelen aus den Körpern befreit werden.
Sehr früh wurden auch Tierschädel in Höhlen aufgestellt, vermutlich als Heiligtümer. So wurden beispielsweise in der Ausgrabungsstätte Çatalhöyük in der heutigen Türkei Stierschädel in großer Zahl in Kulträume integriert (Bukranion: Nachbildung eines Rinderschädels als Schmuckmotiv). Im Lehm der Gebäude wurden sowohl die ausgelösten Knochen der eigenen Toten, nach der Dekarnation durch Vögel (Geier), als auch Tierknochen eingebaut.

## Aktuelles Vorkommen
Dekarnation findet sich bei noch heute oder bis vor kurzem steinzeitlich lebenden Völkern in Papua-Neuguinea. Bei einigen wenigen Stämmen wurde das Fleisch der toten Menschen auch verzehrt (siehe auch Kannibalismus). Bekannt wurden vor allem das Volk der Fore, weil bei ihnen und einigen Nachbarstämmen durch dieses Verhalten die durch Prionen hervorgerufene Krankheit Kuru verbreitet war.
Üblich war die Verfütterung von Leichen an Vögel auch bei den Mongolen und ist sie teilweise noch heute bei den Parsen sowie den Tibetern (siehe auch Himmelsbestattung). Als Anhänger des Zoroastrismus setzen die Parsen die Leichname von Verstorbenen in runden Türmen aus, die Dachma oder „Türme des Schweigens“ genannt werden. Die in Tibet teilweise noch übliche Dekarnation und Verfütterung an Vögel wird ansatzweise in Martin Scorseses Spielfilm Kundun gezeigt (1997), in dem das Bestattungsritual beim Vater des 14. Dalai Lamas angewandt wird.